# Rue Gobert
La rue Gobert est une voie du 11e arrondissement de Paris, en France.

## Situation et accès
La rue Gobert est une voie publique située dans le 11e arrondissement de Paris. Elle débute au 24, rue Richard-Lenoir et se termine au 158, boulevard Voltaire.

## Origine du nom
Elle porte le nom du philanthrope français Napoléon Gobert (1807-1833), fondateur du prix académique Grand prix Gobert.

## Historique
Cette voie projetée en 1866 prit sa dénomination par décret du 2 mars 1867, mais elle ne fut ouverte qu'en 1870.

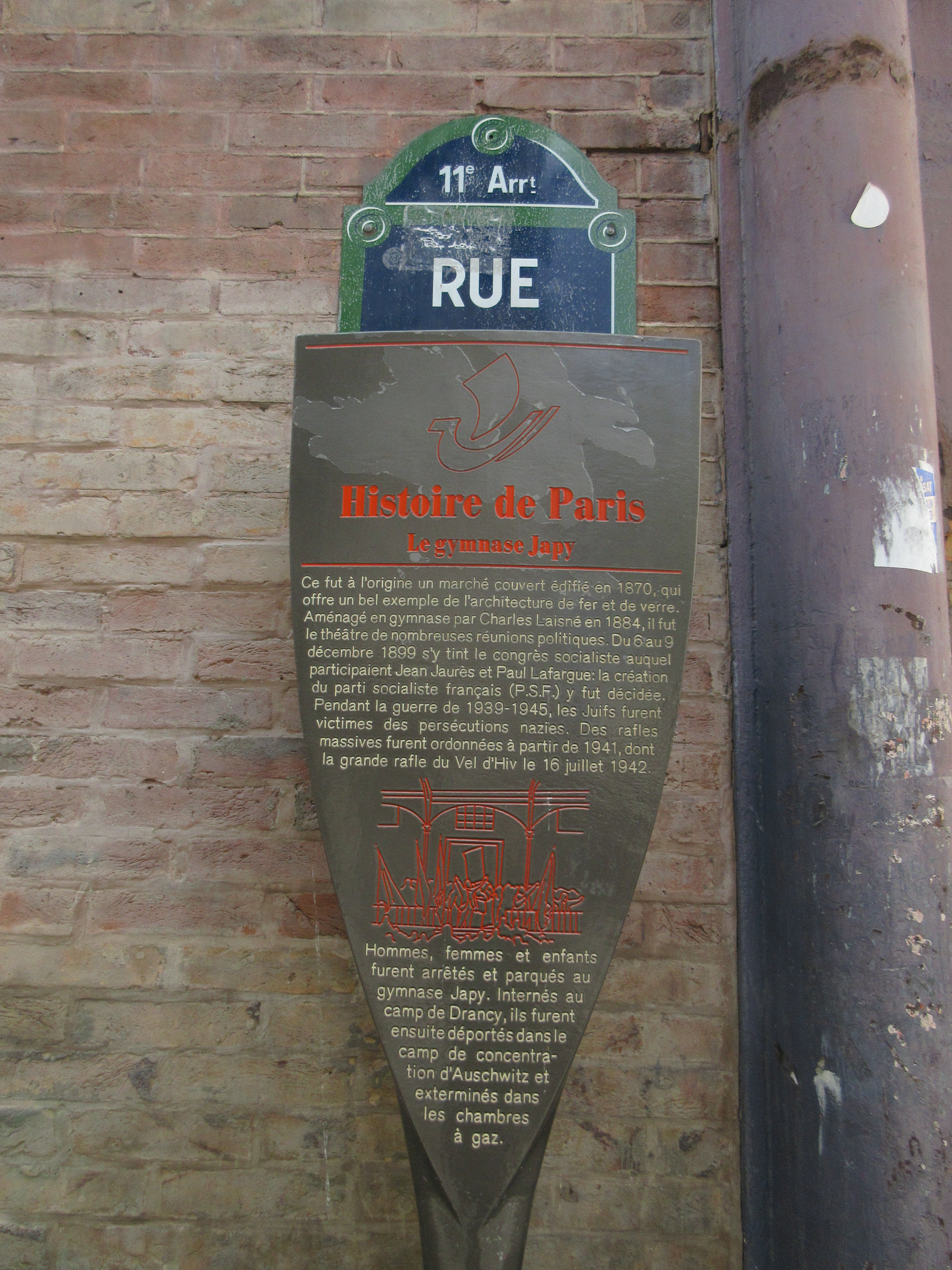
Panneau Histoire de Paris « Le gymnase Japy »

## Bâtiments remarquables et lieux de mémoire
- Le gymnase Japy